# Schiller-Institut

Logo

Das Schiller-Institut, Vereinigung für Staatskunst e. V., ist ein mit Sitz in Hannover eingetragener Verein, welcher der politischen Bewegung von Lyndon LaRouche zuzurechnen ist. Es wurde 1984 von Helga Zepp-LaRouche gegründet, die auch Vereinsvorsitzende ist. Ein weiterer Mitgründer war unter anderem Robert Becker.
Sowohl das Schiller-Institut als auch die ihm nahestehende Bürgerrechtsbewegung Solidarität stellen nach Einschätzung des Bundesverbandes für Sekten- und Psychomarktberatung sowie anderer Experten und Journalisten Teil einer Politsekte dar, die mit verschwörungsideologischen und teilweise antisemitischen Inhalten auf eine totale Vereinnahmung ihrer Mitglieder abzielen.
Im November 2003 ergab sich in einer britischen Untersuchung des im März 2003 unter umstrittenen Umständen ums Leben gekommenen Jeremiah Duggans der Vorwurf, das Schiller-Institut sei „eine Politsekte mit unheimlichen und gefährlichen Verbindungen“.